# Mensonges et Vérité
Mensonges et Vérité est le 4e épisode de la saison 4 de la série télévisée Angel.

## Résumé
Cordelia est de retour, mais sa mémoire a été effacée. Elle a oublié jusqu'à son propre prénom. Angel tente de lui rappeler qui elle est mais en évitant toute référence au surnaturel. Cordelia se doute néanmoins assez rapidement qu'Angel lui cache des choses. Après avoir vu Angel prendre son visage vampirique et être tombée nez-à-nez avec Lorne, Cordelia exige de savoir toute la vérité. Angel, Fred et Gunn lui racontent alors tout ce qui s'est passé ces trois dernières années mais elle est incrédule. Angel lui demande de chanter devant Lorne pour qu'il lise son avenir mais, alors qu'elle s'exécute, Lorne quitte rapidement la pièce sans donner d'explication. Angel tente de faire parler Lorne sur ce qu'il a vu mais Lorne lui apprend seulement que quelque chose de démoniaque et d'effrayant est sur le point d'arriver.
Cordelia est attaquée par un démon dans le hall de l'hôtel Hyperion et est sauvée par Connor. Connor emmène Cordelia dans le repaire qu'il s'est aménagé et répond avec franchise à toutes ses questions. Angel part à la recherche de Cordelia mais sans succès. Lilah Morgan apprend où se trouve Cordelia alors qu'elle est avec Wesley, et celui-ci surprend sa conversation téléphonique. Wesley prévient ses anciens équipiers et ceux-ci se rendent chez Connor, arrivant à temps pour aider Connor et Cordelia contre des employés de Wolfram & Hart envoyés par Lilah. Angel demande à Cordelia de rentrer à l'hôtel mais la jeune femme refuse, préférant rester avec Connor. Angel, Fred et Gunn rentrent à l'hôtel et découvrent que Lorne a été agressé. Lorne leur apprend que des hommes de main de Wolfram & Hart lui ont extrait tout ce qu'il avait appris en lisant l'aura de Cordelia. Wesley se rend compte que Lilah l'a manipulé pour séparer Lorne du reste de l'équipe.

## Statut particulier
Noel Murray, du site The A.V. Club, évoque un épisode « étrangement calme » qui a son charme même si l'intrigue repose excessivement sur « la crise d'identité de Cordelia ». Pour Ryan Bovay, du site Critically Touched, qui lui donne la note de C-, l'épisode expose des « idées fascinantes » mais laisse à désirer dans son exécution car il n'est pas assez intéressant sur le plan émotionnel et réduit le personnage de Cordelia à un « instrument narratif », une fonction qu'elle va malheureusement occuper toute la saison. Les seules scènes de l'épisode qui fonctionnent parfaitement sont selon lui celles entre Wesley et Lilah.

## Distribution

### Acteurs et actrices crédités au générique
- David Boreanaz : Angel
- Charisma Carpenter : Cordelia Chase
- J. August Richards : Charles Gunn
- Amy Acker : Winifred « Fred » Burkle
- Vincent Kartheiser : Connor
- Alexis Denisof : Wesley Wyndam-Pryce

### Acteurs et actrices crédités en début d'épisode
- Andy Hallett : Lorne
- Stephanie Romanov : Lilah Morgan